# 小二台镇
小二台镇，是中华人民共和国河北省张家口张北县下辖的一个乡镇级行政单位。
2013年，河北省民政厅批复同意撤销小二台乡，设立小二台镇，镇人民政府驻小二台村聚财巷8号。

## 行政区划
小二台镇下辖以下地区：
小二台村、德胜村、黄羊洼村、黑山堡村、化稍营村、大西梁村、小西梁村、武家洼村、七里河村、三脑包村、新房营村、西壕堑村、南泥河村、韭菜沟村、后河子村、西滩村、赛汗坝村、柳条坝村、羊盘洼村、孔读弄村和马牙石村。